# Tapinocyba insecta
Tapinocyba insecta là một loài nhện trong họ Linyphiidae. Chúng được Ludwig Carl Christian Koch miêu tả năm 1869.